# Franz von Hauer
Franz Ritter von Hauer, född 30 januari 1822 i Wien, död där 20 mars 1899, var en österrikisk geolog.
Hauer blev 1849 förste geolog vid den då inrättade Geologiska riksanstalten, utnämndes efter Wilhelm Karl von Haidinger till chef för densamma 1866, blev 1885 intendent vid Naturhistoriska riksmuseet i Wien och 1892 livstidsledamot av Herrenhaus. Han tilldelades Wollastonmedaljen 1882. Hans vetenskapliga undersökningar hänför sig till Österrikes geologi och paleontologi. 
Förutom bidrag till Geologiska riksanstaltens och Kejserliga akademiens skrifter utgav han bland annat Die Cephalopoden des Salzkammerguts (1846), Geologische Uebersicht der Bergbaue der Österreichischen Monarchie (1855; tillsammans med Fötterle), Geologische Uebersichtskarte von Siebenbürgen (1861), Geologische Uebersichtskarte der Österreichisch-Ungarischen Monarchie (i tolv blad, 1867-71) och Geologische Karte von Oesterreich-Ungarn (1875; femte upplagan 1896) samt redigerade Wienmuseets "Annalen" 1886-96.